# Pałac braci Karola i Emila Steinertów w Łodzi
Pałac braci Karola i Emila Steinertów – budynek znajdujący się w Łodzi przy ulicy Piotrkowskiej 272, a i b.

## Historia i architektura
Pałac braci Steinertów, synów Adolfa, zbudowany został w roku 1909 według projektu berlińskiego architekta Alfreda Balckego w stylu nawiązującym do pseudobaroku południowoniemieckiego. Wybór ten miał demonstrować i podkreślać narodowość rodziny Steinertów.
Pałac, składający się z dwóch niezależnych budynków, przeznaczony był dla dwóch rodzin. Stąd bierze się ich jednolita fasada i dwie bramy. Podział ten, od strony dziedzińca, podkreślony był murem, który również dzieli ogród na dwie części. Nad wjazdami umieszczone zostały symbole włókienniczej profesji właścicieli – figurkę prządki otoczoną industrialnym motywem zębatego koła.
Fasadę obu budynków cechuje zachwianie symetrii: nieregularny jest układ okien i dwukondygnacyjnych wykuszy. Na skrzydłach umieszczono dwa wykusze o dwóch kondygnacjach, bramy zamknięte półkoliście, nad nimi okna trójdzielne, a między nimi znajduje się dekoracyjny kartusz z sentencją salus intrandibus („zdrowie wchodzącemu”) i z datą budowy pałacu. Budynek jest dwupiętrowy z mansardą, łamanym dachem, o szczytach obramowanych wolutami. Elewacja jest zdobiona wieloma ornamentami: kartuszami, głowami amorów, rozetami, figurami lwów, maszkaronami i festonami z liśćmi akantu.
Wnętrza były niegdyś luksusowo urządzone. Znajdowały się m.in. witraże, arrasy, boazerie i majolikowe kominki. Obok pałacu stoi dawny domek Steinertów z 1833 roku, w którym swoją karierę przemyslową rozpoczęła rodzina Steinertów. Jego skromny wygląd znakomicie kontrastuje z obok stojącym pałacem.
W głębi posesji istniejące budynki pofabryczne służyły produkcji tkanin bawełnianych.
W latach 2017–2019 pałac przeszedł gruntowny remont.